# Файзуллина, Резеда Мансафовна
Файзуллина Резеда Мансафовна (16 января, 1956 года, Амирово, Стерлибашевский район, Башкирская АССР) — советский, российский педиатр, аллерголог-иммунолог. Заслуженный врач Республики Башкортостан (2010), Заслуженный деятель науки Республики Башкортостан (2024), Отличник здравоохранения Российской Федерации (2013). Отличник образования Республики Башкортостан (2017).

## Биография
Файзуллина Резеда Мансафовна родилась 16 января 1956 года в деревне Амирово Стерлибашевского района на юге Башкирской АССР. Выросла в г. Стерлитамак. Там же окончила с отличием школу и медучилище, проработала два года и. о. участкового педиатра в детской поликлинике № 4.
В 1977 г. поступила и окончила в 1983 году Башкирский государственный медицинский институт.
В 1989—1992 годах училась в аспирантуре по специальности «Педиатрия» на кафедре госпитальной педиатрии.
В 1992 году защитила диссертацию на соискание учёной степени «кандидат медицинских наук» по специальностям «Педиатрия» и «Аллергология и иммунология».
В 1999 году — докторскую диссертацию по специальности «Педиатрия» и «Аллергология и иммунология». В 2001 году получила ученое звание профессора.
В 1983—1987 годах работала в больницах № 6 и 18 города Уфы.
С 1992 года работает в Башкирском государственном медицинском университете, одновременно с 1996 года — главный детский аллерголог Министерства здравоохранения Республики Башкортостан.
В 1992—1994 годы — ассистент, доцент и профессор на кафедре госпитальной педиатрии, в 1994—2011 годы- пропедевтики детских болезней, 2011—2016 — начальник методического отдела УМУ, одновременно по настоящее время — профессор кафедры факультетской педиатрии с курсами педиатрии, неонатологии и в симуляционном центре ИДПО.
Выступает с докладами на Европейском Конгрессе респираторного общества и Европейской Ассоциации аллергологов и клинических иммунологов, Консенсусах по респираторной патологии, Российских и Межрегиональных научно-практических конференциях по педиатрии, респираторной патологии, аллергологии и иммунологии.
Руководитель ряда многоцентровых Международных и Российских клинических исследований, руководитель ГосЗаказа по НИР, член оргкомитета педиатрических секций Российского Национального Конгресса по болезням органов дыхания (2009 −2018 гг.), член правления и Всероссийского педиатрического респираторного общества и председатель отделения в Республике Башкортостан, региональный руководитель АДАИР в Республике Башкортостан.

## Научная деятельность
Научная деятельность Резеды Файзуллиной связана с изучением аллергических заболеваний у детей и подростков. При участии Файзуллиной разработаны методы лечения психоэмоциональных нарушений при бронхиальной астме, ранней диагностики и лечения острой пневмонии и др.
Под руководством Резеды Мансафовны Файзуллиной защищено 10 диссертаций на соискание учёной степени кандидата медицинских наук.
Выступает с докладами на Европейском Конгрессе респираторного общества и Европейской Ассоциации аллергологов и клинических иммунологов, Консенсусах по респираторной патологии, Российских и Межрегиональных научно-практических конференциях по педиатрии, респираторной патологии, аллергологии и иммунологии.
Руководитель ряда многоцентровых Международных и Российских клинических исследований, руководитель ГосЗаказа по НИР, член оргкомитета педиатрических секций Российского Национального Конгресса по болезням органов дыхания (2009 −2018 гг.), член правления и Всероссийского педиатрического респираторного общества и др.
Автор более 350 научных трудов, 3 монографий и 3 изобретений. Председатель Ассоциации аллергологов-иммунологов Республики Башкортостан (с 1998 года).

## Сочинения
- 4 учебных пособия с грифом УМО РФ: «Клинические особенности патологии органов дыхания у детей»// Учебное пособие для студентов, Уфа, 2011.-84с.,
- «Синдром токсикоза с эксикозом у детей»//Учебное пособие для студентов, Уфа, 2012. −66с.,
- «Аллергические заболевания у детей»//Учебное пособие для студентов по элективу «Аллергология и иммунология», Уфа, 2011.-126с., *"Аллергенспецифическая иммунотерапия"//Учебное пособие для ординаторов-2017.-70с.
- «Пропедевтика детских болезней», изд-во «ГЭОТАР-Медиа», М. 2012 г.-680с. (соавт.),
- «Пропедевтика детских болезней», второе издание, изд-во «ГЭОТАР-Медиа», М. 2017 г.-520с.(соавт.)
- «Детские болезни», изд-во «ГЭОТАР-Медиа», М 2015 г.-832с.(соавт.)
- Учебное пособия «Педиатрия. История болезни», «ГЭОТАР-Медиа», 2016 г.-96с.,
- «Аккредитация по педиатрии. Типовые ситуационные задачи», «ГЭОТАР-Медиа», 2017 г.-384с.,
- соавтор пособий, клинических рекомендаций и научно-практических программ по педиатрии: Пособия для врачей под. Ред В. А. Тутельяна «Специализированные продукты питания для детей с аллергией к белкам коровьего молока» М.-2015г-68с., «ПРИМА: Педиатрические рекомендации по иммуномодулирующим препаратам а амбулаторной практике», М.,2015 г.-56с, Клинических рекомендаций «Внебольничная пневмония у детей», М., 2015 г.-64с., Научно-практической программы «Внебольничная пневмония у детей. Распространенность, диагностика, лечение и профилактика»-М.,- 2012.-64с., Научно-практической программы «РАДАР. Аллергический ринит: рекомендации и алгоритм при детском аллергическом рините».-М., 2015.-80с., Клинических рекомендаций «Круп у детей. Острый обструктивный ларингит. МКБ −10J05.0», М.-2016.-24с., Научно-практической программы «ДИКОВИНА», М.-2018 г.-128с, Национальной программы «Бронхиальная астма у детей. Стратегия лечения и профилактика». — Научно-практическая программа. М., 2012.-2019 гг. −84с.